# Пиганов, Илья Вячеславович
Илья Вячеславович Пиганов (род. 12 мая 1962, Москва) — российский фотограф, дизайнер, художник.

## Биография
Родился в Москве.
Решил не продолжать учёбу после школы, самостоятельно стал заниматься фотографией.
Снимал советским фотоаппаратом «КИЕВ» 6х6.
Печатал фотографии больших размеров, немного подражая Д.- П. Виткину.
В 1987 году вместе с Алексеем Шульгиным, Сергеем Леонтьевым, Владиславом Ефимовым, Игорем Мухиным, Борисом Михайловым, Александром Слюсаревым, и др. входил в группу «Непосредственная фотография».
В 1989 г. совместно с рекламным фотографом Леонидом Огаревым организовал и возглавил департамент фотографического отделения Свободной Академии (Москва).
Илья Пиганов стал заметной фигурой современного отечественного фото-искусства в 90-е годы. Его поиски в области художественной фотографии были темой статей арт-критиков и объектом фотосессий самых модных тогда журналов — «Матадор», «Птюч», «ОМ». По описанию Ильи Ценципера,

Пиганов — шармер, гуляка праздный, шоумен, маэстро. Знакомая множеству художников, любителей, деловых, бездельников, привычная среда его обитания включает дом на Беговой, модную галерею «Школа», кино, кухню, праздник, который у Пиганова всегда с собой. Здесь жена Ира, самая прекрасная и элегантная, сын Ваня, полностью унаследовавший отцовский дар валять дурака, ассистент Александр Александров, скрытый в фотолаборатории молчаливый человек в белом халате, друг Иван Дыховичный, племянница из Рязани по имени Света Фишман. Над ними несутся вечные пигановские вопли, песни и пляски, скворчение его кулинарных священнодействий, грохот музыки. «Мимо тещиного дома я без шуток не хожу», — это о Пиганове, любой сосед скажет. То ночами порнографические слайды на стену соседнего дома проецирует, то всем миром тянут его из Москва-реки.

Чуть позже Илья Пиганов стал делать большие фото-работы-коллажи из множества работ.
В 90-е стал известен как фотограф (совместно с Татьяной Друбич), создатель эксклюзивной мебели.
Как дизайнер Илья Пиганов оформил своими авторскими работами, в том числе и имиджем шахматного коня, бар ресторана — «Эгоист».

Илья Пиганов: Я не дизайнер и не являюсь им изначально. В «пигановской» технике я 15 лет делаю картинки. Какое-то время назад от обычных картинок перешел к трехмерным. Так началась давняя мебельная история, которой больше 10 лет. Первым моим реальным объектом стала старая лавка, которую я оклеил своими фотоработами. Теперь она хранится в музее Кусково… А по-настоящему планомерно и профессионально я занимаюсь мебелью немногим более двух лет .

Работы Ильи Пиганова выставлялись на аукционах Sotheby's и экспонировались более чем на 40 галерейных и музейных выставках в России и Европе, в том числе в Русском музее (Санкт-Петербург), Pont Neuf (Париж), и др..
Работы Ильи Пиганова хранятся в собрании Русского музея, Московского музея современного искусства, в Государственном центре современного искусства, в корпоративных и частных коллекциях в России, США, Западной Европе.
Жена — Ирина Пиганова-Меглинская.

## Выставки

### Персональные выставки
- 1986 — Сад «Эрмитаж», Москва
- 1989 — Городской выставочный зал, Николаев.
- 1989 — «Finphoto Gallery», Хельсинки, Финляндия
- 1992 — Галерея «СТудия 20», Центр современного искусства, Москва
- 1993 — «Pont Neuf», Париж, Франция
- 1993 — Галерея «СТудия 20», Центр современного искусства, Москва
- 1994 — «Музыка для декабря». Канал Грибоедова, Санкт-Петербург
- 1995 — Галерея «Дар», Москва
- 1996 — «Том I». ЦДХ, Москва.
- 1996 — «Том I». Русский Музей, Мраморный дворец Петербург
- 2005 — «Том II». Музей архитектуры им. Щусева
- 2013 — «Том III». Галерея Победа, ГУМ.

### Групповые выставки
- 1987 — «Репрезентация». л/о «Эрмитаж». Профсоюзная ул., д. 100, Москва
- 1987 — «Фотоэкспозиция». л/о «Эрмитаж». Профсоюзная ул., д. 100, Москва
- 1987 — Осенний фотосалон. Малая Грузинская, 28, Москва
- 1987 — Фотовыставка. Малая Грузинская, 28, Москва
- 1988 — Весенний фотосалон. Малая Грузинская, 28, Москва
- 1988 — 1e Festival International de la Photographie de Mode. Франция
- 1988-89 — «Smile, please!» («Улыбку, пожалуйста!»). Galerie Comptoir de la Photographie, Париж, Франция; Porfolio Gallery, Лондон, Великобритания; Киноцентр, Москва
- 1989 — «Фотомост». Клуб Авангардистов, Москва
- 1989 — «Альтернатива?». Музей музыкальной культуры им. Глинки, Москва
- 1989 — «Moscow — Vienne — New York». Messepalast, Вена, Австрия
- 1989 — «150 лет фотографии». Манеж, Москва
- 1990 — «Логика парадокса». Дворец молодежи, Москва
- 1990 — «Каталог». Дворец молодежи, Москва
- 1990-91 — «The Missing Picture: Kupreyanov, Мікhailov, Piganov, Serebryakova, Shulgin». MIT, Бостон, США
- 1991 — «АРТ МИФ 2». Манеж, Москва
- 1992 «Барокко конца века: круг Рубенса-круг Гриневея». ВХПУ им. В.Мухиной, Санкт-Петербург Круг Рубенса и «круг» Гринуэя пересеклись в Петербурге
- 1992 — «Новые территории искусства». Государственный Художественный музей, Красноярск
- 1992 — Галерея «Дар», Москва
- 1994 — «Пограничные зоны искусства». Художественный музей, Сочи
- 1994 — «Осень фотографии» («Поверхность смысла. Наложение покровов»). ЦДХ, Москва
- 1994 — «Искусство современной фотографии. Россия, Украина, Белоруссия». ЦДХ, Москва
- 1994-95 — «Neue Fotokunst aus Russland». Badischer Kunstverein, Карлсруэ; Galerie im Karmelitenkloster, Франкфурт-на-Майне; Kunsthalle Faust, Ганновер; Museum Volk und Wirtschaft, Дюссельдорф; Neuer Berliner Kunsverein, Берлин; Hertener Fototage, Хертен, Германия
- «Современное искусство из коллекции Инкомбанка». Художественный музей, Ульяновск; Художественный музей, Самара; Картинная галерея, Магнитогорск; Выставочный зал СХ, Челябинск; Картинная галерея, Екатеринбург; Музей изобразительных искусств, Омск; Выставочный центр «Кариатида», Нижний Новгород; Художественный музей, Ростов-на-Дону
- 1995 «Zeitgenossische Fotokunst aus Russland». Neue Galerie von Bildende Kunst, Берлин, Германия
- «Яблочный день». Галерея «Дар», Москва
- «Мультипликация». «Каширка», Москва

## Фильмография
- 1989 «Красная серия» (режиссёр И.Дыховичный), Франция
- 1994 «Женская роль» (режиссёр И.Дыховичный), студия «Цех», Москва
- 1994 «Музыка для декабря» (режиссёр И.Дыховичный), студия «Цех», Москва

## Издания
- Evgeny Berezner, Irina Chmyreva, Natalia Tarasova and Wendy Watriss. «Contemporary Russian Photography», FotoFest 2012 Biennial Houston.